# 田月仙

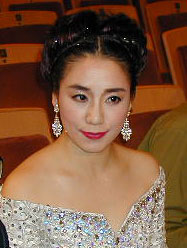
田月仙

田 月仙（チョン・ウォルソン、전월선、Chon Wolson、1958年10月8日 -）は、在日コリアン2世の声楽家、ソプラノ歌手、令和6年度 秋の叙勲にて旭日単光章受章。ノンフィクション作家。二期会会員。音楽事務所CALAF.NET代表。
東京都生まれ。桐朋学園大学短期大学部芸術科卒業、同研究科を修了する。世界の舞台でオペラやコンサートに出演するかたわら、日韓朝の首脳の前で招聘公演するなど国際芸術交流の第一人者としての実績が高く評価されている。その「祈り」とも言える独特な歌のスタイルは「魂をゆさぶる歌声」「圧倒的な存在感を放つ」と反響を呼んでおり、知識人のファンも多い（唐十郎、山崎哲）。また、在米コリアンが作った歌曲「高麗山河わが愛・山河を越えて」はオリジナル曲として根強い人気を誇る。
2015年~2022年、創作オペラ「ザ・ラストクイーン 朝鮮王朝最後の皇太子妃」を発表。自らヒロインの生涯を演じ絶賛を博した。日韓のテレビ番組にも数多く出演。作家・音楽研究者として著書も多い。

平成27年度 日本国「外務大臣表彰」受賞、2013年度日韓文化交流基金賞。

令和6年度 秋の叙勲で 旭日単光章受章。

## 生涯
チョン・ウォルソンは1958年10月8日、東京で在日コリアンの両親から生まれた。父親は現在の韓国・慶尚南道生まれで、学徒勤労動員で東京へ移った。子沢山で、ウォルソンの4人の兄は1960年に在日朝鮮人の帰還事業最中に10代で北朝鮮に渡ったが「政治犯」として収監されて、次兄は収監中に亡くなる経験がある。音楽の素養があった父親の勧めで4歳からピアノと歌を習ったが、途中父親が事業に失敗して、ウォルソンは高校時代には様々な店でピアノ演奏アルバイトもして、自身を支えた。民族学校の卒業のため音大など公立学校への入学は断られて、桐朋学園短期大学へ入学し、声楽を専攻して卒業した。後に、米国へも短期留学している。

### 業績
- 1985年、オペラ「声」「スペインの時」の主役でオペラデビュー。その後「フィガロの結婚」「サロメ」「道化師」「蝶々夫人」「黄金の国」などの主役を演じ、“水仙の花が咲いたようなスター性”と評される。
デビュー以来、コリア歌曲を歌い続け“朝鮮・韓国歌曲がオペラのアリアと同じレベルで紹介されたのは彼女のリサイタルをもつて嚆矢するのではあるまいか。”（アサヒグラフ[12]）と高評された。

- 1985年、北朝鮮・平壌で公演。金日成主席の前で歌う。のちに、ソ連・モスクワや中国・北京・上海などでも公演。
- 1994年、韓国・ソウルでオペラ「カルメン」主役（於：芸術の殿堂オペラハウス）。“初めての南北公演”として日韓のマスコミで大きな話題になる[13]。
- 1996年、朝鮮半島の南北和合を願う歌「高麗山河わが愛」を発掘。[14]。のちにこの歌は在米コリアンの盧光郁（ノ・グァンウク）が作ったことがわかり、作者に会うためにアメリカに行く。作者の意向で「高麗山河わが愛」はすべての権利が田月仙に委託された。その後、日本でのテレビや、韓国・年末歌番組「送年 開かれた音楽会 열린음악회」に日本から初出場。「高麗山河わが愛」を韓国で歌う。このあと「開かれた音楽会」には何度も出演した。
- 1997年、文化庁芸術祭参加リサイタル「薔薇物語」開催（演奏は三宅榛名）
- 1998年、東京都・ソウル市友好10周年記念の親善大使として、当時日本語の歌が解禁されていなかった韓国ソウルで初めて公式に日本語の歌を歌う。
この年からプロデュース公演を始める、金芝河初来日記念公演「五賊・われわれはどこにいくのか」[15]、創作音楽劇「あの丘を越えて」、高木東六が作曲したオペラ「春香」（高木東六も出演しピアノ演奏した）[16]などをプロデュース。林光の作品を林光の演奏で歌う。
- 2000年、筑紫哲也NEWS23に出演し、生放送で高麗山河わが愛とイムジン河を歌う。
- 2002年、ワールドカップ記念オペラ「春香伝」日韓両公演主演、「小泉純一郎内閣総理大臣主催・金大中大統領歓迎公演」、サッカー日韓戦やホッケーの国際試合などで国歌独唱。
- 2004年、20周年記念リサイタル（演奏は朝岡真木子）[17]、NHKで「海峡を越えた歌姫 在日コリアン声楽家の20年」として90分のドキュメンタリー番組が放送[18]。ルーマニア国立オペラ「カルメン」主役。
- 2006年、自伝的ノンフィクション「海峡のアリア」（「海峡を越えた歌姫」より改題）を執筆。第13回小学館ノンフィクション大賞優秀賞を受賞すると共に在日朝鮮人の帰還事業への関心を呼び起こす。TBSテレビで高麗山河わが愛を歌うなど多くのメディアで紹介される。[19]。
- 2007年、連続リサイタル「海峡のアリア」開催。[20]

- 2008年、グランドオペラ「春香伝」主演
- 2009年、NHK「日本と朝鮮半島2千年」リポーター[21]
- 2010年、リサイタル「海峡のアリア PART2」「海峡のアリア PART3」。NHK番組「K-POP 青春グラフィティ」企画・取材。
- 2011年、リサイタル「海峡のアリア PART4」
- 2012年、リサイタル「海峡のアリア PART5」、韓国大使館・韓国国慶節記念公演。
- 2013年、韓国放送公社の特別番組「KBSスペシャル　海峡のアリア 　田月仙30年の記録」放送。
「田月仙　30年記念リサイタル　歌に生き 愛に生き」開催（8月31日、大阪・10月12日、東京）。日韓文化交流基金賞
- 2014年、オペラ「沈清伝」（作曲者・金東振も参加）。
オペラ「カヴァレリアルスティカーナ」。
- 2015年、李方子を題材にして自ら製作したオペラ　ザ・ラストクイーン　朝鮮王朝最後の皇太子妃[22]（9月27日・東京新国立劇場）企画・主演。同作品はNHKのドキュメンタリー「韓国の母になった日本人　朝鮮王朝最後の皇太子妃」となる。[23]
平成27年度外務大臣表彰を受賞。園遊会にも招かれる。
- 2016年、平成28年度（第71回）文化庁芸術祭参加公演　オペラ「ザ・ラストクイーン　朝鮮王朝最後の皇太子妃」（再演）
- 2017年、日韓ガラコンサート「海を越えて」。NHKでも紹介される。
- 2018年、韓国招聘リサイタル「統一を歌うプリマドンナ」
- 2019年、オペラ「ザ・ラストクイーン　朝鮮王朝最後の皇太子妃」（大阪公演）300人以上のキャンセル待ちととなる
- 2021年、オペラ「ザ・ラストクイーン　朝鮮王朝最後の皇太子妃」（東京公演）2回公演とも満席となる。
「パリアッチ（道化師 (オペラ)」ネッタ役[24]
- 2022年、オペラ「ザ・ラストクイーン　朝鮮王朝最後の皇太子妃」（東京アンコール公演）ロングランを続けている。
- 2022年、特別新演出版・オペラ「トスカ」の主演（トスカ役）[25]
- 2023年、カルメン (オペラ)の主演（カルメン役）[26]
- 2024年、韓国OBS京仁テレビの新春特別番組「虹の架け橋　ラストクイーン　ウォルソン」放送。
デビュー40周年記念公演「あの海を越えて」（2024年10月26日浜離宮朝日ホール）満員の観客に絶賛される
2024年11月3日  令和6年度 「秋の叙勲」にて「旭日単光章」を受賞。
- 2025年、オペラ「ザ・ラストクイーン」10回目の公演（びわ湖ホール　大ホール）

## 著書
- 2007年「海峡のアリア」（小学館）（ノンフィクション大賞優秀賞受賞）
- 2008年「禁じられた歌 朝鮮半島音楽百年史」（中公新書ラクレ）
- 2012年「K-POP 遙かなる記憶」（小学館）

## CD
- 2000年「夜明けのうた　イムジン江」[27]
- 2007年「山河を越えて・高麗山河わが愛 田月仙名曲集 PART1」[28]
- 2013年「鳳仙花・故郷の春 田月仙名曲集 PART2」[29]
- 2013年「海峡を越えた歌姫　田月仙（チョン・ウォルソン）名曲集ＤＶＤ」